# 庆祝枪声
庆祝枪声是在庆典中利用枪械对空中发射的庆祝方式，盛行在巴尔干半岛、中东、中亚的阿富汗、南亚的巴基斯坦和印度北部以及拉丁美洲地区。在波多黎各和美国的其他地区，这种庆祝方式是非法的，尤其是发生在假期的节日庆典。
一般上，这种庆祝的方式会出现在婚礼、元旦、独立日，以及圣诞节和开斋节的宗教假期。 这种庆祝方式可能会出现流弹导致人命伤亡，以及不必要的财物损失。 美国疾病控制与预防中心的一份研究发现，有80%的庆祝枪声导致头、脚和肩膀的受伤。 子弹也有可能会穿透屋顶，对屋瓦造成损害，引致屋顶漏水，大多数的损害都必须要加以修复。

## 引用
1. ↑  Shaikh, Hassan Latif. . Dawn. 2012-06-29  [2012-08-15]. （原始内容存档于2012-09-04）.
2. ↑  YouTube上的Arab Wedding Celebration with Guns
3. ↑  . Mail Online. 2012-10-31  [2013-12-09]. （原始内容存档于2014-02-21）.
4. ↑  . Miami CBS. 2013-07-03  [2013-12-09]. （原始内容存档于2013-12-12）.
5. ↑  .   [2007-08-01]. （原始内容存档于2007-09-28）.
6. ↑  . United Press International.   [2007-08-02].[]
7. ↑  Dean Nelson in New Delhi. . The Telegraph. 2010-02-19  [2013-12-08]. （原始内容存档于2014-01-11）.
8. ↑  .   [2007-07-31]. （原始内容存档于2007-07-18）.
9. ↑  .   [2007-08-02]. （原始内容存档于2007-08-17）.